# MAGIC (B'zのアルバム)
『MAGIC』（マジック）は、日本の音楽ユニット・B'zが、2009年11月18日にリリースした17作目のオリジナル・アルバム。

## 概要
前作『ACTION』から約2年ぶりとなるオリジナル・アルバム。2009年に発表されたシングル「イチブトゼンブ」「DIVE」「MY LONELY TOWN」を含む全13曲を収録。なお、前年発売のシングル「BURN -フメツノフェイス-」は未収録。
初回限定盤には、2009年1月からB'zを追ったドキュメントムービー「マジカルバックステージツアー 2009」を収録したDVDが付属。DVDにはタイトル曲「MAGIC」のレコーディング映像、シングル曲「イチブトゼンブ」「DIVE」「MY LONELY TOWN」のPVのメイキング映像、同年7月から8月にかけて開催された『B'z SHOWCASE 2009 -B'z In Your Town-』、8月に出演した『SUMMER SONIC 2009』のライブ映像3曲を収録している。
本作の制作前に、稲葉からいつもの東京から場所を変えたいとの要望があり、1月には博多で、2月にはハワイでプリプロが行われた。本番のレコーディングはロサンゼルスで行われた。アルバムタイトルについて松本は、「（楽曲「MAGIC」の制作中、）そのメロディーに“MAGIC”という詞がついたときに、この“MAGIC”っていう言葉はすごくいいという話になった」と語っている。稲葉は、「何もしないでそういうこと（魔法）が起きるわけではない、というか。最終的には自分で起こすものなんだよ、というのがテーマとしてあります」と語っている。
本作のカラー広告が、2009年9月28日付の『読売新聞』『朝日新聞』『中日新聞』『静岡新聞』『北海道新聞』『河北新報』『山陽新聞』の朝刊に、2面に及んで掲載された。その他に、先行シングル『MY LONELY TOWN』の発売、アルバムツアー『B'z LIVE-GYM 2010 "Ain't No Magic"』についての告知も記載された。その後、発売日である11月18日付の『読売新聞』の朝刊にもカラー広告が2面に及んで掲載された。
2009年9月30日、bayfm開局20周年特番『bayfm B'z SPECIAL』が放送された。番組には松本と稲葉も出演し、本作の制作秘話などが語られた。
本作には2008年11月30日に死去した樋口宗孝（LOUDNESS）がスペシャルサンクスとしてクレジットされている。
2018年に結成30周年記念として『DINOSAUR』までのオリジナル・アルバムと共にアナログレコード化された。

## 収録曲
| 全作詞: 稲葉浩志、全作曲: 松本孝弘、全編曲: 松本孝弘・稲葉浩志・寺地秀行。 |                          |          |            |      |
| #                                                                          | タイトル                 | 作詞     | 作曲・編曲 | 時間 |
| 1.                                                                         | 「Introduction」         | 稲葉浩志 | 松本孝弘   | 0:37 |
| 2.                                                                         | 「DIVE」                 | 稲葉浩志 | 松本孝弘   | 3:00 |
| 3.                                                                         | 「Time Flies」           | 稲葉浩志 | 松本孝弘   | 3:22 |
| 4.                                                                         | 「MY LONELY TOWN」       | 稲葉浩志 | 松本孝弘   | 3:37 |
| 5.                                                                         | 「long time no see」     | 稲葉浩志 | 松本孝弘   | 3:12 |
| 6.                                                                         | 「イチブトゼンブ」       | 稲葉浩志 | 松本孝弘   | 4:11 |
| 7.                                                                         | 「PRAY」                 | 稲葉浩志 | 松本孝弘   | 4:45 |
| 8.                                                                         | 「MAGIC」                | 稲葉浩志 | 松本孝弘   | 4:07 |
| 9.                                                                         | 「Mayday!」              | 稲葉浩志 | 松本孝弘   | 4:04 |
| 10.                                                                        | 「TINY DROPS」           | 稲葉浩志 | 松本孝弘   | 4:06 |
| 11.                                                                        | 「だれにも言えねぇ」     | 稲葉浩志 | 松本孝弘   | 3:22 |
| 12.                                                                        | 「夢の中で逢いましょう」 | 稲葉浩志 | 松本孝弘   | 3:18 |
| 13.                                                                        | 「Freedom Train」        | 稲葉浩志 | 松本孝弘   | 4:07 |
| 合計時間:                                                                  | 合計時間:                | 45:48    |            |      |

| #  | タイトル                              | 作詞 | 作曲・編曲 |
| -- | ------------------------------------- | ---- | ---------- |
| 1. | 「マジカルバックステージツアー 2009」 |      |            |

## 楽曲解説
1. Introduction
  - ギターによるインストゥルメンタル[注 2]。
  - メロディとコードは本作のタイトル曲「MAGIC」のサビ部分が元になっている。
  - 松本も何本ギターが鳴っているか分からないらしい[9]。
  - 翌年のアルバムツアー『B'z LIVE-GYM 2010 "Ain't No Magic"』では松本が1人で演奏した。
2. DIVE
  - 46thシングル『イチブトゼンブ/DIVE』2nd beat。
  - 特に明記されていないがアルバムバージョンであり、収録時間が3分に短縮されている[10]。
3. Time Flies
  - 前曲終了直後にギターのフィードバック音から曲が始まる。
4. MY LONELY TOWN
  - 47thシングル。本作からの先行シングル曲。
5. long time no see
  - 「イチブトゼンブ」や「DIVE」と同く、チャド・スミスやホアン・アルデレッテ（ジョン・アルデレッティ）がレコーディングに参加している。
  - 本作発売後に、テレビ朝日系金曜ナイトドラマ『サラリーマン金太郎2』主題歌に決定した[11]。
  - 2011年に行われた北米ツアー『B'z LIVE-GYM 2011 -long time no see-』のツアータイトルになったが、この曲は演奏されていない。
6. イチブトゼンブ
  - 46thシングル『イチブトゼンブ/DIVE』1st beat。
7. PRAY
  - 東急系映画『TAJOMARU』のために書き下ろされた楽曲。
  - 楽曲についてメンバーは、「自分以外の誰か、自分から遠い誰かのために祈ることで救われる世界を描きたかった曲です。すばらしい映像美に乗せて、僕たちの曲が流れることで、見て下さる方の心に、さらに深く映画のストーリーが沁み込んでくれると嬉しいです」とコメントした[12][13]。
8. MAGIC
  - 本作のタイトル曲。ハワイで制作された[6]。
  - ギターリフから始まり、イントロとエンディングでは稲葉がブルースハープを演奏している。
9. Mayday!
  - Maydayとは遭難信号に使われる用語であり、「助けに来て」という意味。
  - シャッフルビートの楽曲[10]。
10. TINY DROPS
  - 人の命を雫に例えて人生の終わりをテーマにしたバラード。
11. だれにも言えねぇ
  - 初回盤付属のDVDには、アコースティック・ギターのソロをスタジオで確認しているシーンが収録されている。
  - ライブではこの曲に因んで「だれにも言えねぇ井戸」が登場し、コントが展開された。『B'z LIVE-GYM 2011 -C'mon-』、『B'z LIVE-GYM Pleasure 2013 -ENDLESS SUMMER-』でも井戸のコーナーが取り入れられている。佐久間一行の井戸ネタはこの演出に由来するという[14]。
12. 夢の中で逢いましょう
  - 稲葉は「この曲は普通の衣装では歌いたくない（笑）」と語っており[15]、ライブでは本作唯一の未演奏曲となった。
13. Freedom Train
  - 途中のコーラスは、稲葉とバリー、シェーンによるもので、別録りしてある。初回盤付属のDVDには、コーラスを録音する際、バリーがコーラスのタイミングを遅れるというシーンが収録されている。

## タイアップ
シングル曲については各作品の項目を参照
- テレビ朝日系金曜ナイトドラマ『サラリーマン金太郎2』主題歌（#5）
- 東急系映画『TAJOMARU』主題歌（#7）

## 参加ミュージシャン
- 松本孝弘：ギター、全曲作曲・編曲
- 稲葉浩志：ボーカル・作詞（#2-13）、全曲編曲、ブルースハープ（#8）
- 寺地秀行：全曲編曲
- シェーン・ガラース：ドラム（#3.4.7-13）、コーラス
- チャド・スミス：ドラム（#2.5.6）
- バリー・スパークス：ベース（#3.4.7-13）、コーラス
- ホアン・アルデレッテ：ベース（#2.5.6）
- 増田隆宣[注 3]：オルガン（#2.8.9）
- 小野塚晃：ピアノ（#10）
- 仲兼一郎：トランペット（#9.12.13）
- 上石統：トランペット（#9.12.13）
- 渡辺ファイアー：サックス（#9.12.13）
- 東條あづさ：トロンボーン（#9.12.13）
- 林こずえ with Lime Ladies Orchestra[注 4]：ストリングス （#4.10）

## ライブ映像作品
シングル曲については各作品の項目を参照
Introduction
- B'z LIVE-GYM 2010 "Ain't No Magic" at TOKYO DOME

Time Flies
- B'z LIVE-GYM 2010 "Ain't No Magic" at TOKYO DOME

long time no see
- B'z LIVE-GYM 2010 "Ain't No Magic" at TOKYO DOME

PRAY
- B'z LIVE-GYM 2010 "Ain't No Magic" at TOKYO DOME

MAGIC
- B'z LIVE-GYM 2010 "Ain't No Magic" at TOKYO DOME

Mayday!
- B'z LIVE-GYM 2010 "Ain't No Magic" at TOKYO DOME

TINY DROPS
- B'z LIVE-GYM 2010 "Ain't No Magic" at TOKYO DOME

だれにも言えねぇ
- B'z LIVE-GYM 2010 "Ain't No Magic" at TOKYO DOME

Freedom Train
- B'z LIVE-GYM 2010 "Ain't No Magic" at TOKYO DOME